# Noordelijk Front
Het Noordelijk Front (Russisch: Северный фронт) was een legergroep (front) van het Rode Leger tijdens de Tweede Wereldoorlog.
Het Noordelijk Front werd kort na de Duitse inval opgericht en reeds enkele maanden later gesplitst in het Leningradfront en het Karelisch Front.
In tegenstelling tot westerse legergroepen vormden bij de Sovjets ook luchtlegers onderdeel van het front.  Op 28 juni 1941 werd ook de Baltische Vloot aan het front toegevoegd.

## Ontstaan
Op 24 juni 1941 werden de Sovjetlegers die zich aan de Finse grens bevonden en rond Leningrad verenigd in het Noordelijk Front.  Generaal Markian Popov kreeg het bevel over deze nieuwe formatie, die uit drie legers en enkele onafhankelijke korpsen bestond. De opdracht van het Noordelijk Front was de verdediging van Moermansk, Leningrad en de kust van de Finse Golf.

## Ontbinding
In het hoge noorden wist het 14e Leger de Duitse-Finse aanval op Moermansk eerst te vertragen en ten slotte tot stilstand te brengen.  In het zuiden werd het al spoedig duidelijk dat het Noordelijk Front zijn opdracht niet zou kunnen uitvoeren.  De pantserspitsen van Heeresgruppe Nord rukten op in de richting van Leningrad.  Stavka besefte dat het het operatiegebied van het Front, dat zich uitstrekte van het Kola schiereiland in het noorden tot Leningrad in het zuiden, te groot was. 
Op 23 augustus 1941 werd het Noordelijk Front gesplitst in het Karelisch Front, dat verantwoordelijk was voor de gebieden ten noorden van het Ladogameer, en het Leningradfront, dat de gelijknamige stad moest verdedigen.

## Commandanten
| Commandanten           | Begindatum | Einddatum     |
| ---------------------- | ---------- | ------------- |
| Generaal Markian Popov | Juni 1941  | Augustus 1941 |

## Sterkte en verliezen
| Datum                 | Operatie            | Sterkte | Verliezen |
| --------------------- | ------------------- | ------- | --------- |
| Jun. 1941 - Aug. 1941 | Operatie Barbarossa | 658 809 | 148 364   |